# Woldemar von Seidlitz
Woldemar von Seidlitz (São Petersburgo, 1 de junho de 1950 — Dresden, 12 de janeiro de 1922) foi um historiador de arte e escritor russo-alemão.

## Obras
- Allgemeines historisches Porträtwerk, 6 vols., 1884–1890
- Rembrandts Radierungen, 1894
- Kritische Verzeichnis der Radierungen Rembrandts, 1895
- Geschichte des japanischen Farbenholzschnittes, 1897
- Leonardo da Vinci, 1909
- Die Kunst in Dresden vom Mittelalter bis zur Neuzeit, 1920–1922